# Huejutla de Reyes
Huejutla de Reyes, Huejutla – miasto w północnej części meksykańskiego stanu Hidalgo, w pobliżu granicy ze stanem Veracruz, u podnóża łańcucha Sierra Madre Wschodnia. Nazwa pochodzi od słów z języka nahuatl "huexotl sauz y tlan" co oznacza miejsce obfitujące w łąki. Miejscowość jest siedzibą gminy o tej samej nazwie.

## Historia
Miasto zostało założone przez Tolteków w 671 roku. W 1471 roku miasto zostało zdobyte przez Azteków pod wodzą Axayacatl. Hiszpański konkwistador Francisco de Garay działający pod wodzą Alonso Álvarez de Pineda odkrył i zdobył miasto w 1519 roku. Miasto należało do Meksyku od czasu jego powstania w 1824 roku. W 1866 roku miasto oblegały inwazyjne wojska francuskie. Obronę zorganizował Antonio Reyes Cabrera od którego nazwiska pochodzi druga część nazwy de Reyes.